# 청계산입구역
청계산입구역(淸溪山入口驛, Cheonggyesan station)은 대한민국 서울특별시 서초구 신원동에 있는 신분당선의 전철역이다. 인근에 청계산이 있어서 역명이 제정되었다. 이 역 남쪽의 서울특별시-경기도 성남시 경계선 인근에는 지상과 연결되는 비상 탈출로와 무지갯빛 조명 장식이 있다. 2024년 12월에는 신안산선 석수역이 이 역을 제치고 서울특별시의 최남단역이 될 예정이다. 새원천, 여의천 하저터널로 양재시민의숲역과 연결된다. 상적천, 윤중천 하저터널로 판교역과 연결된다.

## 역사
- 2009년 2월 10일 : 역명을 청계산입구역으로 결정[1]
- 2011년 10월 28일 : 신분당선 개통과 함께 영업 개시

## 역 구조
2면 2선의 상대식 승강장이 있는 지하역이며, 스크린도어가 설치되어 있다.

### 승강장
| ↑ 양재시민의숲 |
| \| 하          |
| 판교 ↓         |

| 상행 | ● 신분당선 | 양재시민의숲 · 강남 · 신논현 · 논현 · 신사 방면 |
| 하행 | ● 신분당선 | 판교 · 정자 · 수지구청 · 광교 방면              |

## 역 주변
| 나가는 곳 | 방면                          |
| --------- | ----------------------------- |
| 1         | 서초구견인차량보관소 청룡마을 |
| 2         | 청계산입구 청계주말농장       |

## 승차량 변동
신분당선의 역 중 이용객이 가장 적다. 그 이유는 이 근처에는 인구가 적은 편이고 역명과는 달리 청계산이랑 거리가 좀 멀어 그나마 이 근처에 사는 사람들이 이용할 뿐이다.
다만, 현재 이 역 주변에 내곡 공공 주택지구가 개발되고 있어서 내곡 공공 주택지구가 개발되면 이용률이 늘어날 여지가 있다.
| 노선     | 승차 인원 | 승차 인원 | 승차 인원 | 승차 인원 | 승차 인원 | 주 석 |
| 노선     | 2011년    | 2012년    | 2013년    | 2014년    | 2015년    | 주 석 |
| -------- | --------- | --------- | --------- | --------- | --------- | ----- |
| 신분당선 | 1919      | 1993      | ?         |           |           |       |

## 인접한 역
| 신분당선                   | 신분당선   | 신분당선           |
| -------------------------- | ---------- | ------------------ |
| D09 양재시민의숲 신사 방면 | ● 신분당선 | D11 판교 광교 방면 |